# Rolf Schirmer
Rolf Schirmer (Imnitz, nu: deelgemeente van Zwenkau,  2 december 1920 – 1 februari 2017) was een Duits componist, dirigent en klarinettist.

## Levensloop
Schirmer studeerde muziek aan de Felix Mendelssohnschool voor muziek en theater in Leipzig in het hoofdvak klarinet. In 1950 werd hij klarinettist en concertmeester bij het Rundfunk-Blasorchester Leipzig. Verder was hij dirigent van de Pleißenthaler Musikanten, met die hij verschillende plaatopnames gemaakt heeft. In 1986 ging hij met pensioen. 
Als componist schreef hij werken voor harmonieorkest.
Rolf Schirmer overleed in 2017 op 96-jarige leeftijd.

## Composities

### Werken voor harmonieorkest
- Arbeitersportiermarsch Nr. 9
- Gruß unserer Freundschaftsbrigade
- "Herbei, ihr Leut'", mars
- Ja, im Wald, da sind die Räuber
- Jodler-Ball
- Klarinettenparty
- Polka für Thomas
- Schneewalzer
- Schön ist die Blasmusik - tekst: Bernd Bäumer
- Thüringer Sautreibermarsch
- Zünftige Buam